# 探方

辽宁绥中姜女石遗址部分回填的探方，发掘完毕后无特殊原因探方（沟）一般将会回填。

探方（代号为T）为田野考古发掘的一种基本发掘单位，将发掘区分割为若干相等的方格，以此为单位分工发掘，这些方格即探方，此类发掘方法称为探方法或探方（沟）法，具有开掘面积大、操作方便、有充足的剖面便于观察文化现象等优点。
探方由主体、隔梁和关键柱三部分组成，为便于测量和后续发掘，探方方向一般取正方向（即磁针指向北），并以西南角为测量的坐标基点，东边和北边各留宽1米的隔梁，东北角两个隔梁的相交处即关键柱（1米×1米），隔梁主要用于记录和分析地层信息，并可兼顾方便运输，在清理过程中可能会被打掉（如较为重要的遗迹现象位于或部分位于隔梁之下时），关键柱则通常会作为坐标点保留。
探方的面积大小依据发掘区规模、地层结构的复杂程度和文化层的堆积情况而定，通常为5米×5米，最小不小于2米×2米，最大不超过10米×10米，亦可将探方分作更小的探方进行发掘，如将10米×10米（除去隔梁为9米×9米）的大探方分为4米×4米的4个小探方，中间仍留出宽1米的隔梁。
探方的编号方法有顺序法和坐标法等，图中所示为坐标法，由四位数组成，分别用两位数表示由南向北和由西向东的座标顺序，其编号能够体现出探方在遗址中的位置，且空间分布具有连贯性，适用于大型遗址的规划。
按照中华人民共和国《田野考古工作规程》（2012年版），最终的发掘记录中每个探方的资料汇总包括探方总记录、探方日记、探方总平面图、四壁剖面图，各层下开口遗迹平面图，单位地层关系系络图，影像、测绘、采样登记表及其他形式的记录等。

## 历史
19世纪，英国的将军皮特·里弗斯将他的军事方法、调查经验引入了他对英格兰南部庄园的发掘工作中。英国考古学家莫蒂默·惠勒继承了皮特·里弗斯的工作方法，同样将军事上的精确性引入到了他的发掘中，发明了探方发掘法。其学生瑟琳·凯里扬在50年代进一步发展为今天考古工地最常见的标准5×5 米探方，保留1 米宽的隔梁和1×1 米的关键柱。因此，探方被称为“惠勒-凯里扬系统”、“惠勒的方格”等。
探方法便于考古学家监督民工，在中国、南亚等地方现在仍很流行。而在欧美如英国等地，现在大面积揭露法（open-area excavation）已经替代探方法成为一种新的考古规范。